# Espacio Plural Andaluz
Espacio Plural Andaluz fue una coalición política española de ámbito andaluz formada para las elecciones municipales de 2011 por diversos partidos de izquierda y andalucistas, entre los que destacaban el Partido Andalucista y el Partido Socialista de Andalucía.
Se presentó en gran parte de los municipios bajo el nombre de Partido Andalucista-Espacio Plural Andaluz, haciéndolo en Jerez de la Frontera como Partido Socialista de Andalucía-Espacio Plural Andaluz y en Málaga como 'Compromiso Verde-Espacio Plural Andaluz.
Presentándose en 290 municipios, finalmente obtuvo 230.274 votos (5,65% en Andalucía) y 470 concejales, con 11 mayorías absolutas y 10 relativas.